# 월터 데버렐
월터 하월 데버렐(영어: Walter Deverell, 1827년~1854년)은 라파엘 전파(PRB)와 밀접하게 관련된 미국 태생의 영국 화가이다.

## 생애
데버렐은 미국 버지니아주 샬러츠빌의 영국인 가정에서 태어났으며, 그가 두 살이었을 때 그의 가족은 영국으로 돌아왔다. 그는 영국 왕립예술원에서 미술을 공부했는데, 그곳에서 단테 가브리엘 로세티를 만나게 되었다. 1851년 그와 로세티는 레드 라이언 스퀘어 17번지에서 스튜디오를 공유하며 같이 그림을 그렸다. 1층에는 3개의 방이 있었고, 북쪽을 바라보는 스튜디오 룸에는 더 많은 빛을 받아들이기 위해 창문이 천장까지 확장되어 있었다. 라파엘 전파는 1848년에 결성되었고, 데버렐의 작품은 로세티의 영향을 받아 라파엘 전파의 영향을 보여주기 시작했지만, 찰스 로버트 레슬리와 같은 초기 장르 화가의 특유의 특징을 여전히 유지하고 있었다.
라파엘 전파의 가장 중요한 여성 모델인 엘리자베스 시달을 발굴한 사람은 바로 데버렐이었다. 데버렐은 시달에게 매력을 느꼈었지만 그녀는 후에 로세티와 교재하게 되고 1860년에 결혼한다. 로세티의 조수 앙리 트레프리 던은 데버렐의 추천을 받아 그 자리에 임명되었다. 제임스 콜린슨이 라파엘 전파에서 사임한 후, 로세티는 데버렐이 그를 대체해야 한다고 제안했지만, 어떠한 결정도 내려지지 않았다.

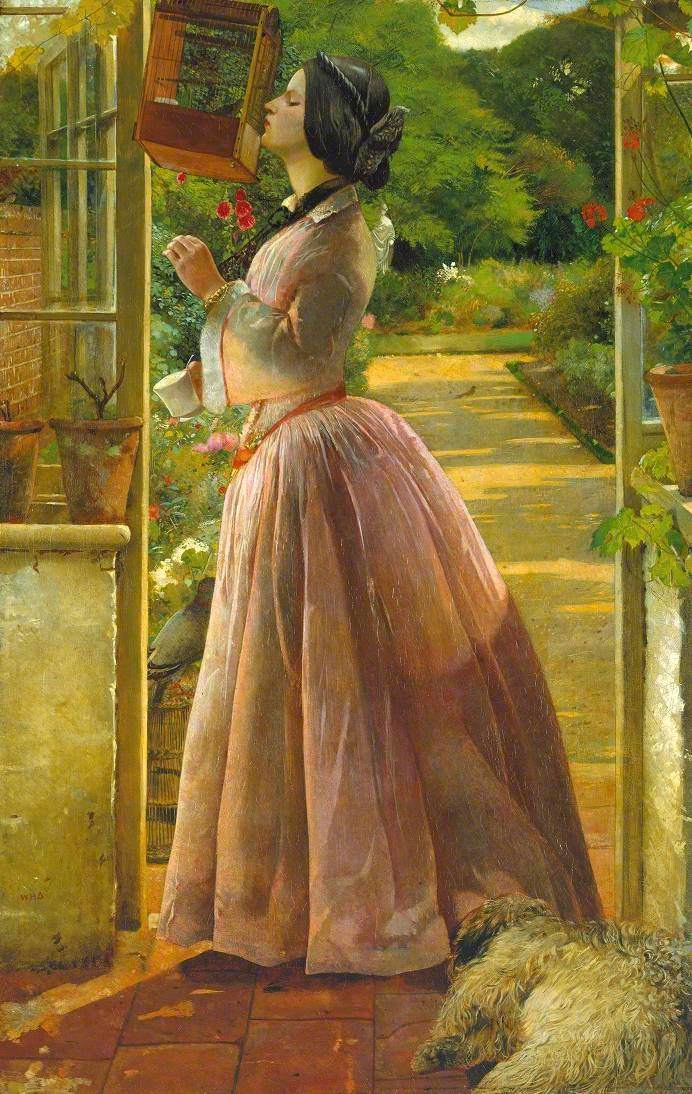
《애완동물》, 1853년, 내셔널 갤러리

데버렐은 브라이트병으로 27살의 나이로 요절하기 전까지 왕립예술원에서 단 네 점의 그림만 전시하는 등 중요한 작품을 거의 완성하지 못했다. 그는 현재 런던의 일부인 큐에 살았으며 그의 그림 중 하나인 《애완동물》은 그의 집에서 그려졌다.

## 작품

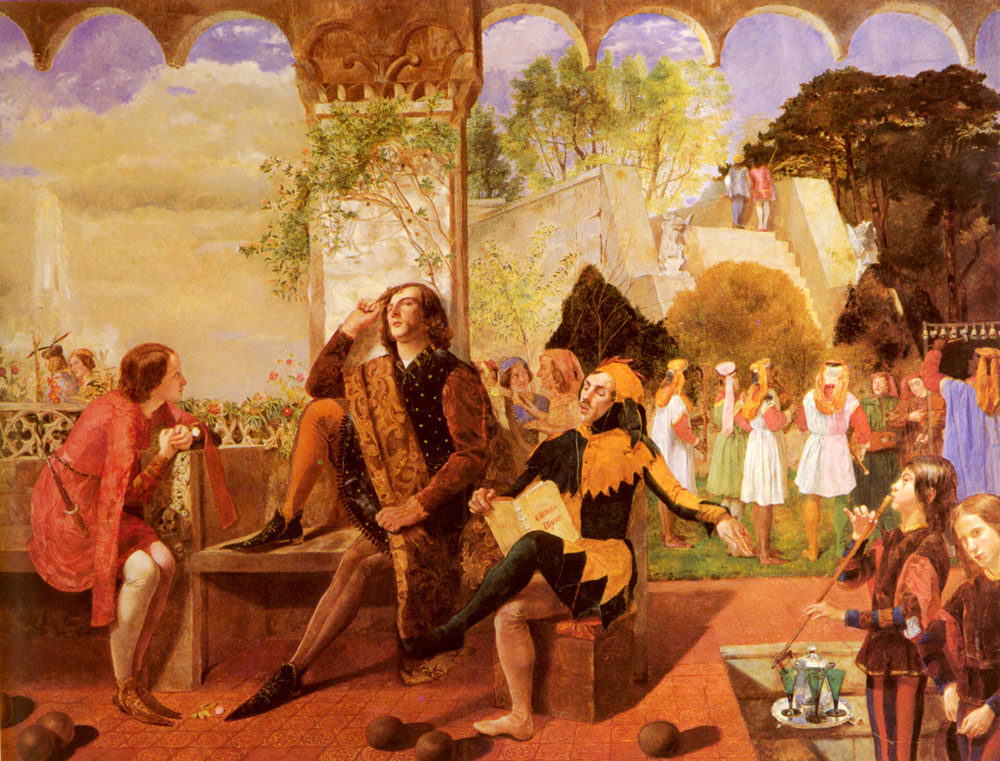
《십이야》의 한 장면, 1850년
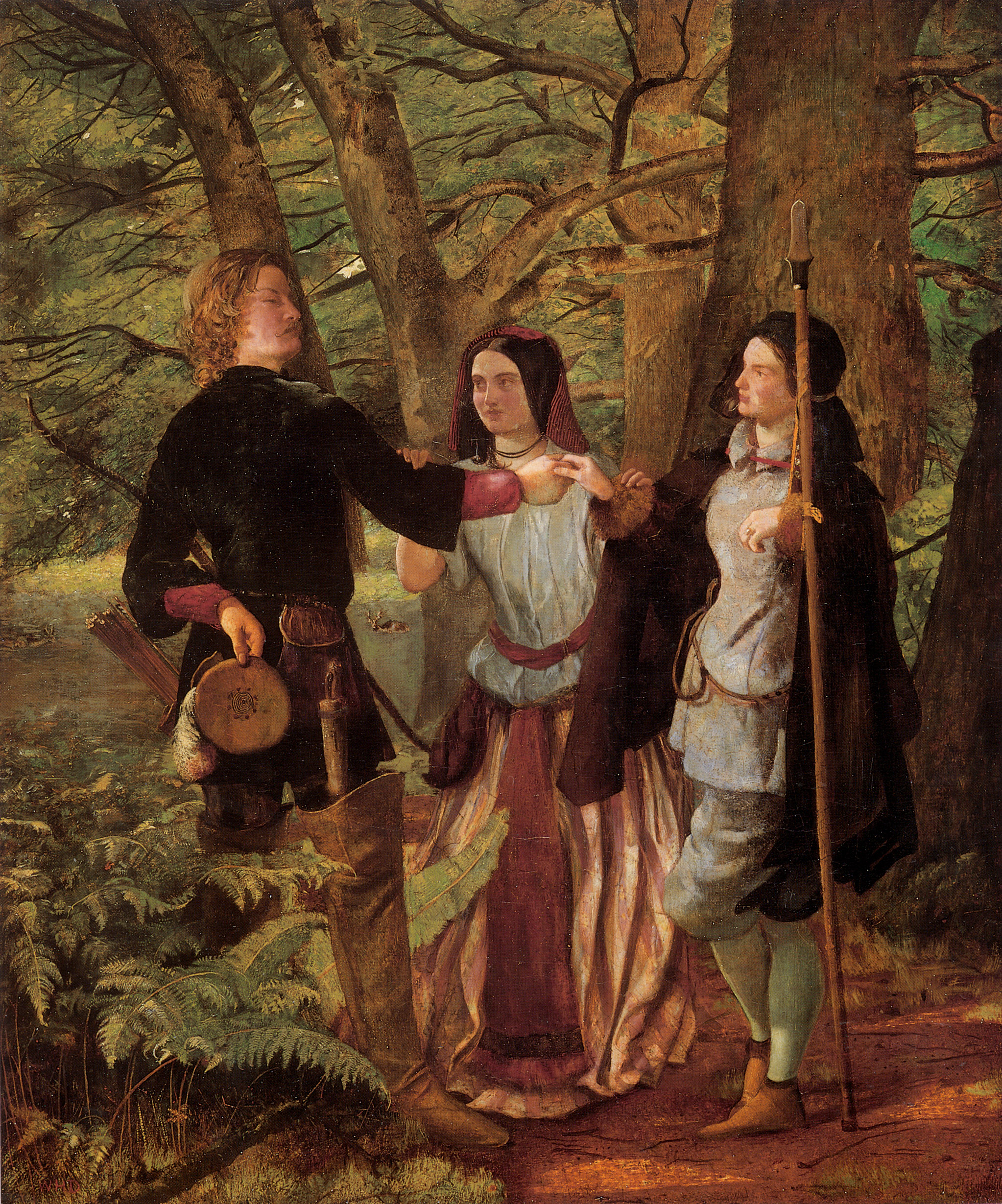
《당신 뜻대로》의 한 장면, 1853년